# Hegyesszárnyú őszibagoly
A hegyesszárnyú őszibagoly (Conistra ligula)  a rovarok (Insecta) osztályának a lepkék (Lepidoptera) rendjéhez, ezen belül a bagolylepkefélék (Noctuidae) családjához tartozó faj.

## Elterjedése
Nyugat-, Közép-és Dél-Európában elterjedt. Nyugat-Európában  hiányzik  Skócia nagy részén és Írország nyugati területein.  Közép-Európában ritka a német Északi-tenger partján, Dániában, az egész Finn-Skandináviában, Közép-és Észak-Baltikumban és  Közép-és Észak-Oroszországban.  Sok földközi-tengeri szigeten ez a faj egyáltalán nem fordul elő.  Észak-Afrikában Marokkóban, Törökország keleti részén, Örményországban és Észak-Irakban megtalálható.
Kedveli a félig nyitott, száraz és meleg helyeket, a ritkás lombos erdőket, cserjéseket, gyepeket, szőlőket, gyümölcsösöket és kerteket.

## Megjelenése
- lepke: szárnyfesztávolsága:  30–38 mm, az első szárnyak alapszíne sötét szürke, szürkés-barna, vörösesbarna árnyalatai lehet, változatos mintával, hullámvonalakkal, gyakran fekete foltokkal. A hátsó szárnyak színe sötétszürke vagy barnásfekete .
- pete: félgömb alakú, és a felső végén kissé lapított világos piros színű.
- hernyó: kezdetben világoszöld, később vöröses barna vagy világos vörösesbarna.

## Életmódja
- nemzedék: egy nemzedékes faj, szeptemberben és novemberre jellemző a rajzása, a téli hibernáció után ismét februártól május elejéig.
- hernyók tápnövényei: április közepétől júniusig jelennek meg a hernyók, elsősorban a tölgy (Quercus), a galagonya (Crataegus) és a kökény (Prunus spinosus) leveleivel táplálkoznak. Egyéb, a szakirodalomban feljegyzett tápnövények lehetnek még: a fűz (Salix), iszalag (Clematis), gyertyán (Carpinus), kőris (Fraxinus), naspolya (Mespilus), Myrica, körte (Pyrus), szil (Ulmus), ribiszke (Ribes), rózsa (Rosa), sóska (Rumex), gyermekláncfű (Taraxacum), nyír (Betula), juhar (Acer), hárs (Tilia) és a lonc (Lonicera).[1]

## Fordítás
- Ez a szócikk részben vagy egészben  a   Gebüsch-Wintereule című német Wikipédia-szócikk fordításán alapul.  Az eredeti cikk szerkesztőit annak laptörténete sorolja fel. Ez a jelzés csupán a megfogalmazás eredetét és a szerzői jogokat jelzi, nem szolgál a cikkben szereplő információk forrásmegjelöléseként.